# Claude Contis
Pas d'image ? Cliquez ici

a Compétitions nationales et continentales officielles uniquement.

Claude Contis, né le 15 janvier 1939 à Bias et mort le 4 septembre 2019 à Mimizan, est un joueur français de rugby à XV qui évolue au poste de troisième ligne centre.

## Biographie
Né le 15 janvier 1939 à Bias, Claude Contis pratique le rugby à XV sous le maillot de l'US Dax. En 1957, il remporte ainsi championnat de France en catégorie cadet.
Il porte le maillot national en catégorie junior, puis en catégorie militaire.
En équipe première, il remporte l'édition 1959 du Challenge Yves du Manoir, en battant la Section paloise en finale, qu'il dispute aux côtés de Pierre Darbos, son coéquipier depuis la catégorie cadet. Il joue ensuite sa première finale de championnat de France en 1961, perdue contre l'AS Béziers,. Il dispute encore la finale du championnat en 1963 et 1966, sans la remporter néanmoins,.
Après plusieurs saisons sous le maillot dacquois, il rejoint le club voisin de l'UA Mimizan, au sein duquel il occupera également le poste d'entraîneur.
Il meurt le 4 septembre 2019 à Mimizan.

## Palmarès
- Championnat de France :
  - Vice-champion (3) : 1961, 1963 et 1966.
- Challenge Yves du Manoir :
  - Vainqueur (1) : 1959.